# دانييل هينان
دانييل هينان (بالإنجليزية: Daniel Heenan)‏ هو لاعب اتحاد الرغبي أسترالي، ولد في 17 نوفمبر 1981 في كوينزلاند في أستراليا.

## وصلات خارجية
- دانييل هينان عل موقع إسبنسكروم (الإنجليزية)
- دانييل هينان على موقع ItsRugby.co.uk (الإنجليزية)